# SN 2010gd
SN 2010gd – supernowa typu Ic odkryta 8 lipca 2010 roku w galaktyce UGC 11064. W momencie odkrycia miała maksymalną jasność 19,90m.